# Церковь Святой Марине (Муш)
Церковь Святой Марине (арм. Սուրբ Մարինե եկեղեցի — Сурб Марине) — армянская церковь, расположенная в городе Муш Турции. Действовала до 1915 года, сегодня находится в руинах.

## История
Церковь была одной из восьми города Муш и является единственной армянской церковью города, дошедшей до наших дней.
В 1915 году турки превратили церковь в тюрьму, арестовав и бросив туда армянских фидаинов. Позже церковь и её окрестности были превращены в мусорные свалки. 

## Галерея

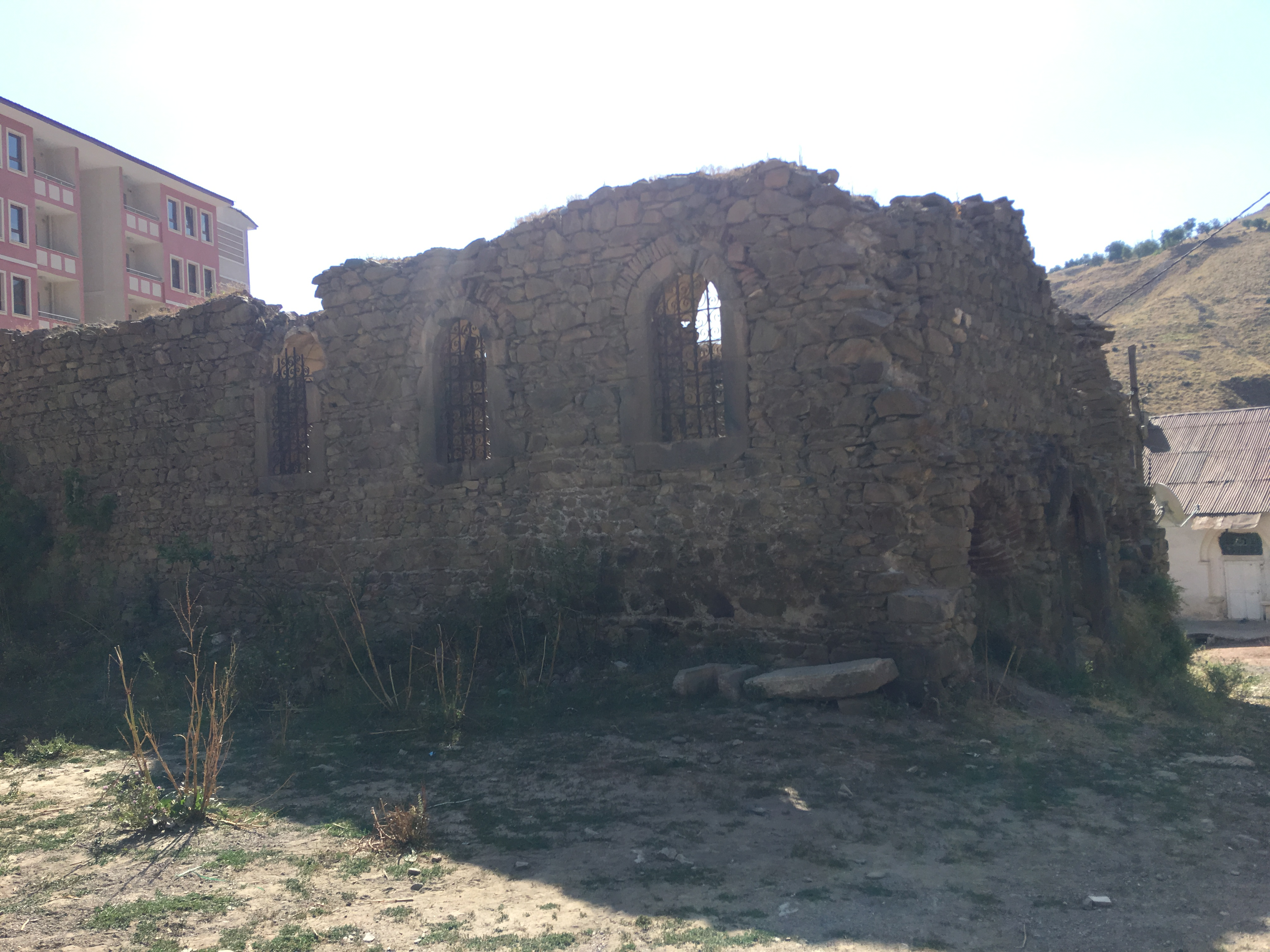
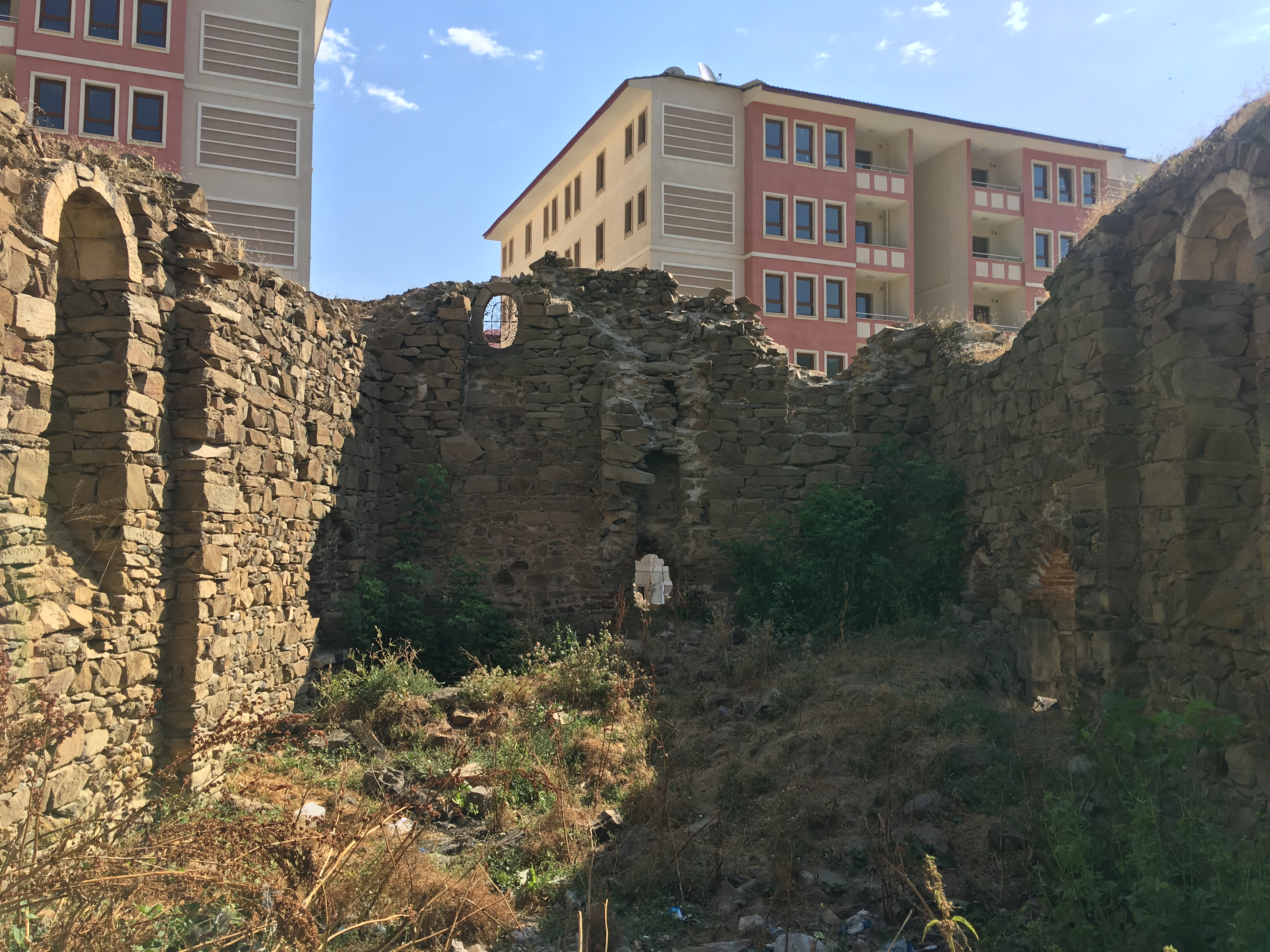
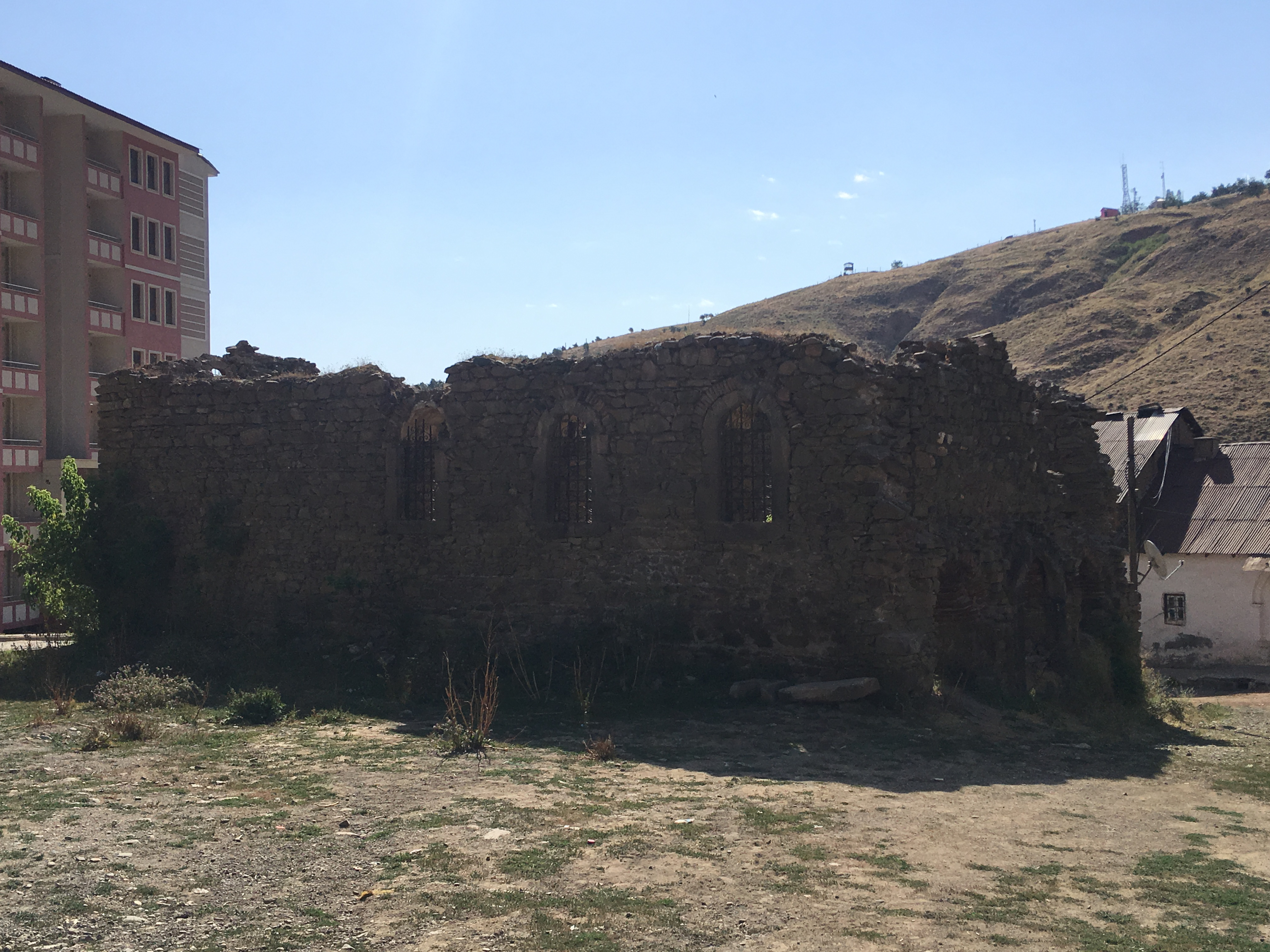
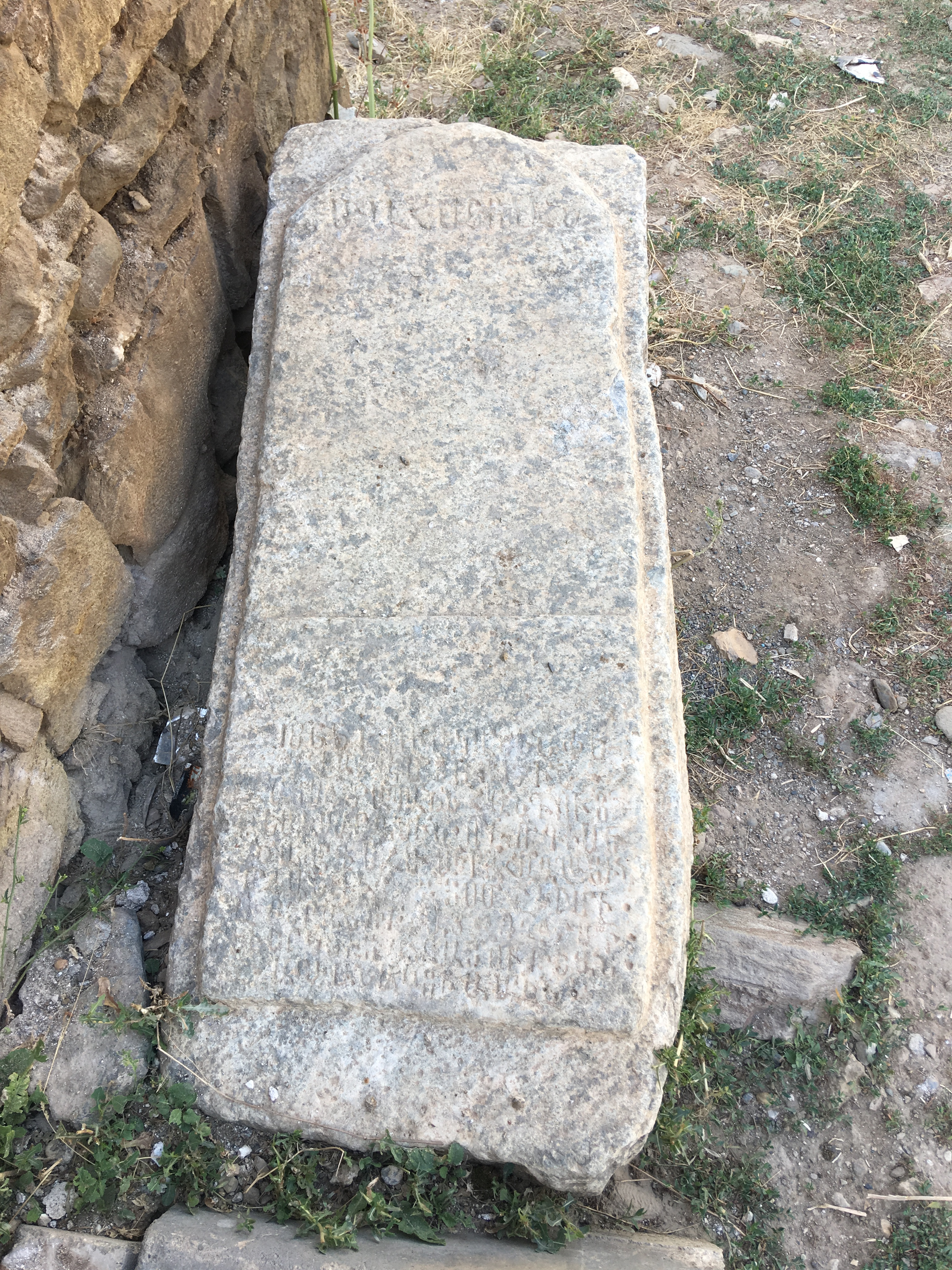